# Delano (Califòrnia)
Delano és una població dels Estats Units a l'estat de Califòrnia. Segons el cens del 2006 tenia 49.359 habitants.

## Demografia
Segons el cens del 2000, Delano tenia 38.824 habitants, 8.409 habitatges, i 7.248 famílies. La densitat de població era de 1.484,2 habitants per km².
Dels 8.409 habitatges en un 56,3% hi vivien nens de menys de 18 anys, en un 60,3% hi vivien parelles casades, en un 18,4% dones solteres, i en un 13,8% no eren unitats familiars. En el 10,8% dels habitatges hi vivien persones soles el 5,4% de les quals corresponia a persones de 65 anys o més que vivien soles. El nombre mitjà de persones vivint en cada habitatge era de 4,02 i el nombre mitjà de persones que vivien en cada família era de 4,27.
Per edats la població es repartia de la següent manera: un 32,5% tenia menys de 18 anys, un 12,4% entre 18 i 24, un 32,7% entre 25 i 44, un 14,9% de 45 a 60 i un 7,5% 65 anys o més.
L'edat mediana era de 28 anys. Per cada 100 dones de 18 o més anys hi havia 143,1 homes.
La renda mediana per habitatge era de 28.143 $ i la renda mediana per família de 29.026 $. Els homes tenien una renda mediana de 38.511 $ mentre que les dones 21.509 $. La renda per capita de la població era d'11.068 $. Entorn del 25,7% de les famílies i el 28,2% de la població estaven per davall del llindar de pobresa.

## Poblacions més properes
El següent diagrama mostra les poblacions més properes.